# Олександр Виговський (єпископ)
Олександр Виговський (герб Абданк; 1649 — 28 грудня 1714, замок в Торчині) — бенедиктинський абат (1690–1705), єпископ Луцький. У квітні 1696 призначений Яном III Собеським Референдарем великим литовським, абатом у Сецехуві. Довірений Августа II. Відлучений папою Олександром VIII за примусове сходження на престол абата в монастирі на Лисій горі.
Виговський був членом Сандомирської конфедерації 1704 р..

## Походження
Належав до роду Виговських, син хелмінського підчашия Костянтина Остафійовича Виговського та Регіни Мещеріної, рідний племінник гетьмана Івана Виговського. Рідний брат  Конюшого, ВКЛ Данієля Виговського та луцького унійного єпископа Йосипа Виговського.

## Період в абатстві Лиса Гора
У 1689 Виговський був висунутий на посаду абата. Раніше — королівський секретар Яна III Собеського  .
Силою зійшов на престол абата проти волі монастиря Лиса Гора, який обрав свого абата Кристина Мірецького, затвердженого папою Інокентієм XI.
На виборах 1689, незважаючи на підтримку королівських делегатів, нунцій, а потім єпископа, Виговський отримав лише один голос підтримки. 10 січня 1690 відбулися другі вибори, на яких шляхом обману було звільнено Мірецького та деяких його прихильників, що спонукало Виговського проголосувати за себе . Тож Виговський став абатом, зійшовши на престол з волі короля, але проти волі папи Олександра VIII, якого Лисогірський монастир відлучив від церкви. Папа безуспішно намагався скасувати це в Римі. Нарешті, папа Климент XI, близько 1705-1706, змусив Виговського покинути маєтки абата.
Сучасний літописець монастиря отець Яцек Яблонський представляє абата як благодійника, що перебудовував монастирські стіни, щедро прикрасив церкву та залишив гідні резиденції своїм наступникам вгорі (у монастирі) та знизу (у Старій Слупії).

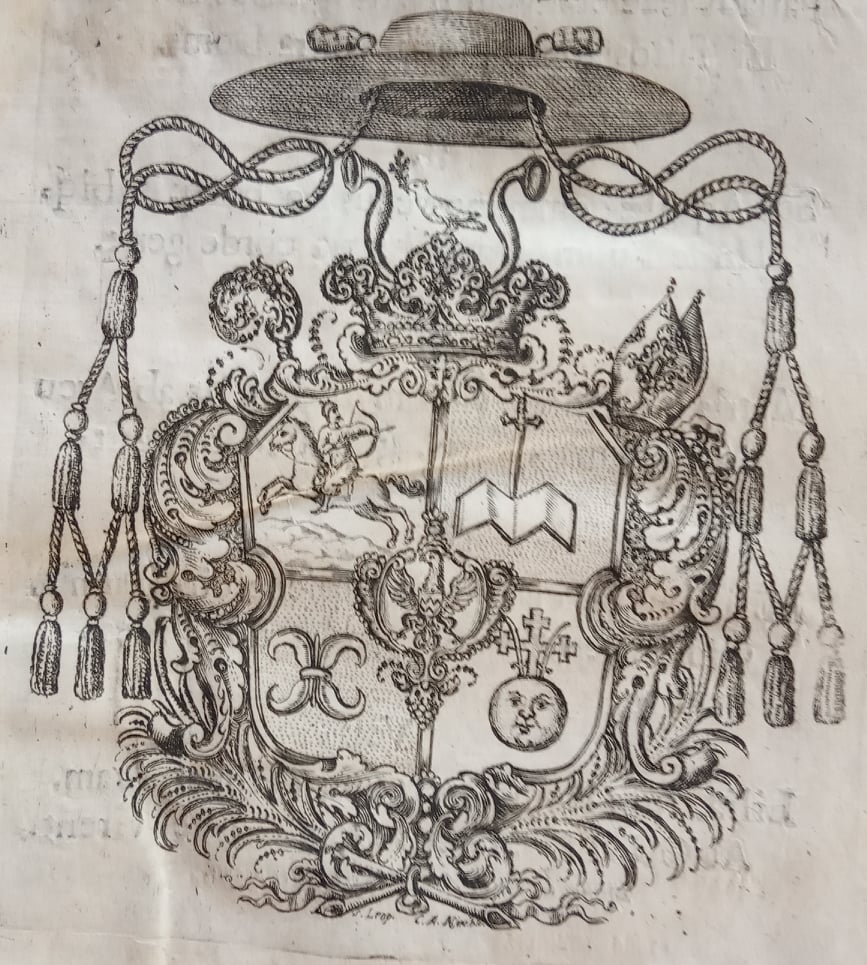
Герб Олександра Виговського (1704)